# ال اخیدو
ال اخیدو (به اسپانیایی: El Ejido) دهستانی در استان آلمریای اسپانیا است.
این دهستان جمعیتی بالغ بر ۸۵ هزار نفر و مساحتی حدود ۲۲۷ کیلومترمربع دارد.
بزرگ‌ترین مجموعهٔ گلخانه‌ای اروپا در این منطقه واقع شده‌است.
از دههٔ ۱۹۸۰، دشت ساحلی کوچکی، حدود ۳۰ کیلومتری جنوب غربی شهر آلمریا، بزرگ‌ترین تمرکز گلخانه‌ها در جهان را تشکیل داده است و بیش از ۳۰ هزار هکتار را پوشش می‌دهد. در این مجموعهٔ بزرگ، سالانه بیش از چندین تن سبزیجات و میوه‌های گلخانه‌ای مانند گوجه‌فرنگی، فلفل، خیار و کدو تولید می‌شوند، که تأمین‌کنندهٔ بیش از نیمی از تقاضای اروپا برای میوه‌ها و سبزیجات تازه است، و ۱٫۵ میلیارد دلار درآمد سالانه را برای منطقهٔ آلمریا به‌همراه دارد.